# Крајпуташи браћи Ковачевић у Невадама
Крајпуташи браћи Ковачевић у Невадама (Општина Горњи Милановац) налазе се на путу Горњи Милановац-Крагујевац. Посвећени су двојици браће из Невада, Милораду и Миленку, који су животе изгубили у Балканском, односно Првом светском рату.
Старији Милорад погинуо је у борбама са Турцима на Љум-кули 1912. године, док је млађи Миленко преминуо 1916. године у војној болници на Крфу.
Крајпуташе су 1920. године подигли мајка Крстина и брат Милован.

## Опис споменика
Стубови су облику стуба, са покривком у облику обрнуте зарубљене пирамиде. Једновремено су направљени, истих димензија и идентичне обраде. Само се боја црвенкастог грабовичког камена донекле разликује. Некада су били обојени живим бојама, али је полихромија данас присутна само у траговима.
Предња страна крајпуташа окренута је ка истоку. Војници су у ставу мирно, руку прислоњених уз тело. Униформе су приказане плошно, без детаља, осим војничких медаља, бајонета и лепо профилисаних војничких шајкача. Иако грубо стилизована, лица војника одају маркантан изглед покојника. Око глава, у форми ореола, уклесана су њихова имена: МИЛОРАД Г. КОВАЧЕВИЋ и МИЛЕНКО Г. КОВАЧЕВИЋ АКТ. НАР.
Полеђине споменика су богато су украшене флоралним орнаментима. У врху су уклесани декоративни крстови окружени цветним венчићима, а у угловима лепезасти урези који симболизују анђеоска крила. Стилизоване лозице изничу из саксија и попут декоративног рама уоквирују профилисана удубљења са натписима.
Бочне стране оба споменика окренуте ка северу садрже истоветан урез: декоративне лозице са по десет цветова и пупољака, а наспрамне, осим наставка текста, различите симоличне урезе: сто препун чаша за којим нико не седи, ћуп са биљком која тек треба да процвета итд.

## Епитафи
Текстови епитафа уклесани су на полеђини и завршавају се на бочним странама споменика. Слова су складна и лако читљива, а поједини редови лучно уклесани, што доприноси свеопштем декоративном утиску.

### Епитаф Милораду Ковачевићу
ОВАЈ
ТУЖ
НИ СПОМЕН ПО
КАЗУЈЕ ХРАБРО
Г МЛ
АДОГ БОРЦА
МИЛОРАДА
Г. КОВАЧЕВИ
ЋА ИЗ НЕВА
ДА ВОЈНИКА 1.
ЧЕТЕ 3 БАТАЉ
ОНА 10-ОГ ПЕША
ПУКА СТОЈ Х АДЕ
ПОЖИВИ 22 Г А
ПОГИБЕ БОРЕ
ЋИ СЕ СА ТУРЦИ
МА НА ЉУМКУЉИ
3. НОВЕМБРА
1912. Г БОГ ДА
МУ ДУШУ ПРО
СТИ ОВАЈ МУ
СПОМЕН ПОД
ИГОШЕ НА ВЕК
ОЖАЛОШ
Текст се наставља на бочној страни:
ЋЕНИ
БРАТ
МИЛО
ВАН И
МАТИ
КРСТИ
НА 2-5
1920. Г

### Епитаф Миленку Ковачевићу
ОВАЈ
ХЛАД
НИ СПОМЕН ПОК.
АЗУЈЕ ВИТЕШ
КОГ И МЛ
АДОГ ЈУНАКА
МИЛЕНКА Г
КОВАЧЕВИЋА
ИЗ НЕВАДА КА
ДРОВС
НАРЕДНИКА
2 ЧЕТЕ 3 БАТА
ЉОНА 16 ПУКА
ПОЖИВИ 21 Г А У
МРЕ У ПОЉ ВОЈ
НОЈ
БОЛНИЦИ 12.
МАЈА 1916 Г НА
КРФУ МЕЗОН
ГИ БОГ ДА МУ
ДУШУ ПРОСТИ
ОВАЈ МУ
СПОМЕН ПОД
ИГОШЕ НА ВЕК
ОЖАЛОШЋЕНИ
БРАТ МИЛО
Текст се наставља на бочној страни:
ВАН И
МАТИ
КРСТИ
НА 2-5
1920. Г.